# Масуда (город)
Масуда (яп. 益田市 Масуда-си) — город в Японии, находящийся в префектуре Симане. Площадь города составляет 733,24 км², население — 48 379 человек (1 августа 2014), плотность населения — 65,98 чел./км².

## Географическое положение
Город расположен на острове Хонсю в префектуре Симане региона Тюгоку. С ним граничат города Хамада, Хаги, Ивакуни, Хацукаити и посёлки Цувано, Йосика, Китахиросима, Акиота. Город лежит на реке Такацу.

## Население
Население города составляет 48 379 человек (1 августа 2014), а плотность — 65,98 чел./км². Изменение численности населения с 1980 по 2005 годы:
| 1980 | 59 040 чел. |  |
| 1985 | 60 080 чел. |  |
| 1990 | 57 706 чел. |  |
| 1995 | 56 596 чел. |  |
| 2000 | 54 622 чел. |  |
| 2005 | 52 368 чел. |  |

## Символика
Деревом города считается Zelkova serrata, цветком — нарцисс.